# Caroline Bonde Holm
Caroline Bonde Holm (Hørsholm, 19 luglio 1990) è un'astista danese.

## Biografia
Vincitrice di 23 titoli di campionessa nazionale nel salto con l'asta sia all'aperto che al coperto, nella sua carriera ha preso parte a diversi campionati europei e mondiali di atletica leggera. Nel 2009 conquista la medaglia di bronzo ai campionati europei juniores di Novi Sad, mentre tra il 2010 e il 2011 partecipa ai campionati europei e mondiali, sempre nel salto con l'asta, senza riuscire ad approdare in finale.
Nel 2012 è finalista ai mondiali indoor di Istanbul, concludendo però la gara dopo tre salti nulli alla misura d'ingresso. Lo stesso anno prende parte ai campionati europei di Helsinki e ai Giochi olimpici di Londra, anche in questo caso senza riuscire a superare i turni di qualificazione.
Nel 2013 e nel 2014 partecipa rispettivamente ai campionati europei indoor di Göteborg e agli europei all'aperto di Zurigo, fermandosi ai gruppi di qualificazione. Nel 2022, dopo una pausa obbligata dovuta alla frattura di un piede nel 2017 e a una gravidanza, riesce invece a raggiungere la finale del salto con l'asta ai campionati europei di Monaco di Baviera, classificandosi quarta con la misura di 4,55 m, nuovo record nazionale per la Danimarca.
Nel 2023 esce ai turni di qualificazione agli europei indoor di Istanbul, così come ai mondiali di Budapest.

## Record nazionali
- Salto con l'asta: 4,55 m ( Monaco di Baviera, 17 agosto 2022)

## Progressione

### Salto con l'asta
| Stagione | Misura    | Luogo             | Data      | Rank. Mond. |
| -------- | --------- | ----------------- | --------- | ----------- |
| 2024     | 4,31 m(i) | Osijek            | 20-2-2024 | 94ª         |
| 2023     | 4,50 m    | Copenaghen        | 27-5-2023 | 47ª         |
| 2022     | 4,55 m    | Monaco di Baviera | 17-8-2022 | 36ª         |
| 2021     | 4,20 m(i) | Copenaghen        | 6-2-2021  | 187ª        |
| 2021     | 4,20 m    | Copenaghen        | 8-6-2021  | 187ª        |
| 2021     | 4,20 m    | Odense            | 26-6-2021 | 187ª        |
| 2020     | 4,35 m(i) | Helsinki          | 9-2-2020  | 75ª         |
| 2019     | 4,10 m    | Holzminden        | 8-6-2019  | 265ª        |
| 2017     | 4,05 m(i) | Göteborg          | 4-2-2017  | 332ª        |
| 2017     | 4,05 m(i) | Växjö             | 22-1-2017 | 332ª        |
| 2017     | 4,05 m(i) | Skive             | 19-2-2017 | 332ª        |
| 2016     | 4,30 m    | Leverkusen        | 24-6-2016 | 115ª        |
| 2015     | 4,35 m(i) | Potsdam           | 6-2-2015  | 85ª         |
| 2014     | 4,43 m(i) | Bad Oeynhausen    | 28-2-2014 | 55ª         |
| 2013     | 4,35 m    | Aalborg           | 27-7-2013 | 79ª         |
| 2012     | 4,42 m(i) | Potsdam           | 17-2-2012 | 47ª         |
| 2011     | 4,40 m(i) | Potsdam           | 18-2-2011 | 48ª         |
| 2010     | 4,33 m(i) | Aubière           | 6-3-2010  | 69ª         |
| 2009     | 4,20 m(i) | Göteborg          | 25-1-2009 | 101ª        |
| 2009     | 4,20 m    | Dubnica nad Váhom | 31-5-2009 | 101ª        |
| 2008     | 4,05 m    | Mannheim          | 21-6-2008 | 207ª        |
| 2007     | 3,80 m    | Potsdam           | 10-6-2007 | –           |

## Palmarès
| Anno | Manifestazione    | Sede       | Evento           | Risultato      | Prestazione | Note                                     |
| ---- | ----------------- | ---------- | ---------------- | -------------- | ----------- | ---------------------------------------- |
| 2007 | Mondiali allievi  | Ostrava    | Salto con l'asta | Qualificazione | 3,50 m      |                                          |
| 2008 | Mondiali juniores | Bydgoszcz  | Salto con l'asta | Qualificazione | 3,65 m      |                                          |
| 2009 | Europei indoor    | Torino     | Salto con l'asta | 17ª (q)        | 4,05 m      |                                          |
| 2009 | Europei juniores  | Novi Sad   | Salto con l'asta | Bronzo         | 4,10 m      |                                          |
| 2010 | Europei           | Barcellona | Salto con l'asta | 20ª (q)        | 4,15 m      |                                          |
| 2011 | Europei under 23  | Ostrava    | Salto con l'asta | 14ª (q)        | 4,15 m      |                                          |
| 2011 | Mondiali          | Daegu      | Salto con l'asta | 25ª (q)        | 4,15 m      |                                          |
| 2012 | Mondiali indoor   | Istanbul   | Salto con l'asta | Finale         | nm          |                                          |
| 2012 | Europei           | Helsinki   | Salto con l'asta | 22ª (q)        | 4,15 m      |                                          |
| 2012 | Giochi olimpici   | Londra     | Salto con l'asta | Qualificazione | nm          |                                          |
| 2013 | Europei indoor    | Göteborg   | Salto con l'asta | 15ª (q)        | 4,16 m      |                                          |
| 2014 | Europei           | Zurigo     | Salto con l'asta | 23ª (q)        | 4,45 m      |                                          |
| 2022 | Europei           | Monaco     | Salto con l'asta | 4ª             | 4,55 m      | Record nazionale                         |
| 2023 | Europei indoor    | Istanbul   | Salto con l'asta | 13ª (q)        | 4,45 m      | Miglior prestazione personale stagionale |
| 2023 | Mondiali          | Budapest   | Salto con l'asta | 24ª (q)        | 4,35 m      |                                          |
| 2024 | Europei           | Roma       | Salto con l'asta | 23ª (q)        | 4,25 m      |                                          |

## Campionati nazionali
- 10 volte campionessa danese assoluta del salto con l'asta (2009, 2010, 2012, 2013, 2016, dal 2019 al 2023)
- 13 volte campionessa danese assoluta del salto con l'asta indoor (2009, 2010, dal 2012 al 2015, 2017, dal 2019 al 2024)

2007
- 9ª ai campionati danesi assoluti indoor, salto con l'asta - 3,50 m
- Bronzo ai campionati danesi assoluti, salto con l'asta - 3,75 m

2008
- Bronzo ai campionati danesi assoluti indoor, 60 m ostacoli - 9"30
- Argento ai campionati danesi assoluti indoor, salto con l'asta - 3,70 m
- Argento ai campionati danesi assoluti, salto con l'asta - 3,95 m

2009
- Oro ai campionati danesi assoluti indoor, salto con l'asta - 4,15 m
- Oro ai campionati danesi assoluti, salto con l'asta - 4,05 m
- Bronzo ai campionati danesi assoluti, 100 m ostacoli - 15"23

2010
- Oro ai campionati danesi assoluti indoor, salto con l'asta - 4,05 m
- Oro ai campionati danesi assoluti, salto con l'asta - 3,80 m

2011
- Argento ai campionati danesi assoluti indoor, salto con l'asta - 4,25 m
- Argento ai campionati danesi assoluti, salto con l'asta - 4,25 m

2012
- Oro ai campionati danesi assoluti indoor, salto con l'asta - 4,25 m
- Oro ai campionati danesi assoluti, salto con l'asta - 4,25 m

2013
- Oro ai campionati danesi assoluti indoor, salto con l'asta - 4,25 m
- Oro ai campionati danesi assoluti, salto con l'asta - 4,35 m

2014
- Oro ai campionati danesi assoluti indoor, salto con l'asta - 4,35 m

2015
- Oro ai campionati danesi assoluti indoor, salto con l'asta - 4,15 m

2016
- Oro ai campionati danesi assoluti, salto con l'asta - 4,05 m

2017
- Oro ai campionati danesi assoluti indoor, salto con l'asta - 4,05 m

2019
- Oro ai campionati danesi assoluti indoor, salto con l'asta - 4,05 m
- Oro ai campionati danesi assoluti, salto con l'asta - 4,05 m

2020
- Oro ai campionati danesi assoluti indoor, salto con l'asta - 4,07 m
- Oro ai campionati danesi assoluti, salto con l'asta - 4,20 m
- Bronzo ai campionati danesi assoluti di prove multiple, eptathlon - 3777 punti

2021
- Oro ai campionati danesi assoluti indoor, salto con l'asta - 3,90 m
- Oro ai campionati danesi assoluti, salto con l'asta - 4,20 m

2022
- Oro ai campionati danesi assoluti indoor, salto con l'asta - 4,36 m
- Oro ai campionati danesi assoluti, salto con l'asta - 4,51 m

2023
- Oro ai campionati danesi assoluti indoor, salto con l'asta - 4,20 m
- Oro ai campionati danesi assoluti, salto con l'asta - 4,30 m

2024
- Oro ai campionati danesi assoluti indoor, salto con l'asta - 4,20 m

## Altre competizioni internazionali
2009
- Oro ai campionati europei a squadre, Third League ( Sarajevo), salto con l'asta - 4,15 m

2010
- Argento ai campionati europei a squadre, Third League ( Marsa), salto con l'asta - 4,10 m

2011
- Oro ai campionati europei a squadre, Second League ( Novi Sad), salto con l'asta - 4,20 m

2013
- Argento ai campionati europei a squadre, Second League ( Kaunas), salto con l'asta - 4,25 m

2014
- Oro ai campionati europei a squadre, Second League ( Riga), salto con l'asta - 4,35 m

2019
- Argento ai campionati europei a squadre, Second League ( Varaždin), salto con l'asta - 4,05 m

2021
- Bronzo ai campionati europei a squadre, Second League ( Stara Zagora), salto con l'asta - 4,15 m

2022
- 7ª all'Athletissima ( Losanna), salto con l'asta - 4,35 m

2023
- Bronzo ai campionati europei a squadre, Second League ( Chorzów), salto con l'asta - 4,35 m
- 8ª al Palio Città della Quercia ( Rovereto), salto con l'asta - 4,25 m